# Sorex fumeus
Sorex fumeus är en däggdjursart som beskrevs av G. M. Miller 1895. Sorex fumeus ingår i släktet Sorex och familjen näbbmöss. IUCN kategoriserar arten globalt som livskraftig.
Artepitet fumeus i det vetenskapliga namnet är det latinska ordet för rökig/rökgrå.

## Utseende
Arten når en absolut längd av 11 till 12,5 cm, inklusive en 4 till 5 cm lång svans. Vikten ligger vid 6 till 11 g. Pälsen på ovansidan har under den kalla årstiden en mörkgrå till svartaktig färg och under sommaren en brunaktig färg. Undersidan är ibland lite ljusare. Även svansen har en mörk ovansida och en ljus undersida. Pälsen är kort och tät.

## Utbredning och habitat
Denna näbbmus förekommer i östra Nordamerika från sydöstra Ontario (Kanada) och östra Tennessee (USA) till Atlanten. Habitatet utgörs av tempererade områden med barr- och lövträd (eller buskar). Troligen undviker den rena barrskogar.

## Ekologi
Boet är en hålighet i lövskiktet, under trädrötter eller under klippor. Individerna kan vara aktiva på dagen och på natten. De äter främst ryggradslösa djur som daggmaskar och insekter. Några små ryggradsdjur och växtdelar ingår likaså i födan. Sorex fumeus använder ibland tunnelsystem som skapades av andra djur. Den håller ingen vinterdvala.
Fortplantningen pågår mellan mars och oktober och honor kan ha tre kullar under tiden. Dräktigheten varar ungefär tre veckor och sedan föds 2 till 8 ungar, oftast 5. Ungar blir könsmogna efter första vintern. Ungarna föds i boet. De är i början nakna och blinda.
Arten har olika naturliga fiender som rävar, mårddjur, rödlo, rovfåglar och även andra näbbmöss som Blarina brevicauda.

## Underarter
Arten delas in i följande underarter:
- S. f. fumeus
- S. f. umbrosus